# 1980 en handball
| Années du handball : 1977 - 1978 - 1979 - 1980 - 1981 - 1982 - 1983    |
| Décennies du handball : 1950 - 1960 - 1970 - 1980 - 1990 - 2000 - 2010 |

Cet article présente les faits marquants de l'année 1980 en handball.

## Par compétitions

### Championnat panaméricain masculin
|                              | Nation     |
| ---------------------------- | ---------- |
| Médaille d'or, Amérique      | Cuba       |
| Médaille d'argent, Amérique  | Canada     |
| Médaille de bronze, Amérique | États-Unis |

La 1re édition du championnat panaméricain masculin a eu lieu à Mexico, au Mexique, du 8 au 12 janvier. Originellement prévue en 1979, la compétition a été décalée pour des raisons inconnues.
Disputé sous la forme d'un mini-championnat, la compétition est remportée par Cuba qui obtient ainsi sa qualification pour les Jeux olympiques de 1980.

### Jeux olympiques
Les tournois masculin et féminin des Jeux olympiques de 1980 a eu lieu à Moscou en Union des républiques socialistes soviétiques du 20 au 30 juillet. 
|                                     | Hommes             | Femmes             |
| ----------------------------------- | ------------------ | ------------------ |
| Médaille d'or, Jeux olympiques      | Allemagne de l'Est | Union soviétique   |
| Médaille d'argent, Jeux olympiques  | Union soviétique   | Yougoslavie        |
| Médaille de bronze, Jeux olympiques | Roumanie           | Allemagne de l'Est |

Ces Jeux sont marqués par le boycott de certaines nations, mais les meilleures nations mondiales sont présentes à l'exception des Ouest-Allemands, champions du monde en 1978.
Dans le tournoi masculin, comme en 1976, les vainqueurs des poules se qualifient directement pour la finale, rendant les matchs de poule d'une importance capitale. Dans le groupe A, les Allemands de l'Est n'ont pas eu trop de mal à atteindre la première place. S'ils ont été tenus en échec par la Hongrie (14-14) lors de la deuxième journée, les Hongrois avaient déjà fait match nul face à la Pologne lors du premier match, de sorte que les Allemands ont leur destin en main. Le quatrième match de poule contre la Pologne a été serré (22-21), mais l'Allemagne de l'Est ne laisse pas passer sa chance face au Danemark (24-20) pour atteindre la finale tandis que la Hongrie jouera pour la médaille de bronze. En revanche, dans le groupe B, c'est un match à trois entre la Roumanie, l'URSS et la Yougoslavie : ces derniers remportent la première manche face aux Roumains 23 à 21 qui parviennent ensuite à renverser la vapeur 22 à 19 face à l'URSS après avoir pourtant été mené 15-9 à la mi-temps. Le dernier match entre les Soviétiques et les Yougoslaves est alors décisif : si les Soviétiques gagnent par quatre buts ou plus, ils se qualifient pour la finale. Si cette avance est atteinte dès le début de la deuxième mi-temps (13-9), les Yougoslaves reviennent à deux buts à sept minutes du terme du match (19-17) mais, grâce notamment aux 5 penaltys arrêtés par leur gardien Mykola Tomine (en), les Soviétiques s'imposent finalement 22 à 17 et se qualifient in extremis pour la finale tandis que, comme 4 ans plus tôt, la Yougoslavie doit se contenter du match pour la 5e place.
La finale oppose donc le tenant du titre soviétique à la RDA, seule invaincue lors des matchs de poule. Si l'URSS prend rapidement deux buts d'avance (5-3), les deux équipes restent au coude à coude : 10-10 à la mi-temps et 20-20 à la fin du temps réglementaire, les Soviétiques ayant égalisé à peine 22 secondes avant le coup de sifflet final. Si l'URSS marque le premier dans cette prolongation, la RDA enchaine par un 3-0 décisif pour remporter le titre olympique (23-22). Pour le dernier buteur allemand, Hans-Georg Beyer (en), ce sont des Jeux olympiques plus que réussis puisque son frère Udo a remporté une médaille de bronze au lancer du poids et sa sœur Gisela (en) a terminé quatrième au lancer du disque. Dans le match pour le bronze, les Roumains prennent rapidement une grande avance (9-4 à la 23e minute puis 16-8 à la 37e minute), mais les Hongrois parviennent peu à peu à combler leur retard pour revenir à un but (18-17 à la 56e minute). Mais la Roumanie ne compte pas laisser filer cette troisième médaille olympique consécutive et s'impose finalement 20 à 18.
Chez les femmes, les 6 équipes qualifiées s'affrontent dans une poule unique. Les Est-allemandes, deuxièmes en 1976 et vainqueur de trois des quatre précédents titres mondiaux (1971, 1975 et 1978), font figure de favorites, mais elles sont contraintes de concéder un match nul (15-15) face à la Yougoslavie lors de la deuxième journée. Si les Yougoslaves s'inclinent nettement 18 à 9 face aux Soviétiques, le dernier match entre la RDA et l'URSS reste décisif pour déterminer l'ordre des médailles. Mais les Soviétiques, qui avaient solidement remporté tous leurs matchs précédents, ne laisse guère d'espoir aux Est-allemandes, menant rapidement 6 à 2. Si la RDA recolle à 7-6, l'URSS, grâce notamment au huitième but d'Olga Zoubareva, reprend sa domination (16-8 à la 41e minute) pour finalement s'imposer 18-13. L'URSS est championne olympique tandis que la Yougoslavie et l'Allemagne de l'Est, à égalité de points et ayant fait match nul, sont départagées à la différence de buts générale au profit des Yougoslaves. La RDA décroche donc la médaille de bronze avec dans ses rangs Roswitha Krause, athlète étonnante de longévité qui avait décroché une médaille d'argent en natation douze ans plus à Mexico.

## Bilan de la saison 1979-1980 en club

### Coupes d'Europe
Les Coupes d'Europe sont marquées par l'absence des clubs soviétiques, est-allemands, polonais et roumains en raison de la préparation des Jeux olympiques 1980. En particulier, le Spartak Kiev n'a pas défendu son titre chez les femmes.
|    | Compétition                    | Vainqueur              | Finaliste         | Score            |
| -- | ------------------------------ | ---------------------- | ----------------- | ---------------- |
| H. | Coupe des clubs champions (C1) | TV Großwallstadt       | Valur Reykjavik   | 21 – 12          |
| H. | Coupe des coupes (C2)          | CB Calpisa Alicante    | VfL Gummersbach   | 36 – 33          |
| F. | Coupe des clubs champions (C1) | ŽRK Radnički Belgrade  | Inter Bratislava  | 45 – 29          |
| F. | Coupe des coupes (C2)          | Iskra Partizánske (en) | Lokomotiva Zagreb | 32 – 32 3 – 2tab |

### Saison 1979-1980 en France
|    | Compétition           | Vainqueur              | Second                 | Score                  |
| -- | --------------------- | ---------------------- | ---------------------- | ---------------------- |
| H. | Championnat de France | Stella Saint-Maur      | USM Gagny              | 26 – 22                |
| H. | Coupe de France       | Pas de coupe de France | Pas de coupe de France | Pas de coupe de France |
| F. | Championnat de France | Paris UC               | PLM Conflans           | 20 – 11                |
| F. | Coupe de France       | Pas de coupe de France | Pas de coupe de France | Pas de coupe de France |